# Paraleptophlebia packii
Paraleptophlebia packii är en dagsländeart som först beskrevs av James George Needham 1927.  Paraleptophlebia packii ingår i släktet Paraleptophlebia och familjen starrdagsländor. Inga underarter finns listade i Catalogue of Life.